# Österreichischer Gemeindebund
Der Österreichische Gemeindebund ist die Interessenvertretung von 2.082 der 2.093 österreichischen Gemeinden.
Er ist – gemeinsam mit dem Städtebund – die seit 1988 in der Bundesverfassung vorgesehene Interessenvertretung der österreichischen Gemeinden (Art. 115 Abs. 3 B-VG). 2.082 Gemeinden sind freiwillige Mitglieder, 11 Gemeinden werden exklusiv vom Städtebund vertreten und mehr als 200 Gemeinden sind als Doppelmitglieder in beiden Interessenvertretungen organisiert.
Der Gemeindebund ist nach dem Föderalismusprinzip organisiert und besteht aus zehn Landesverbänden. In Wien gibt es keinen eigenen Landesverband, in Niederösterreich und dem Burgenland dafür aus historischen Gründen jeweils zwei, nämlich einen ÖVP-dominierten und einen SPÖ-dominierten Verband.
Im Mittelpunkt seiner Arbeit steht daher die Vertretung von Gemeindeinteressen gegenüber den gesetzgebenden und vollziehenden Organen von Ländern, Bund und der Europäischen Union.

## Geschichte
Bereits in der Ersten Republik gab es Bemühungen, auch für die kleinen und mittleren Landgemeinden eine gemeinsame Vertretung zu schaffen. Ihren Ausgang nahmen sie von Oberösterreich; Motor war Florian Födermayr, seit 1928 Bürgermeister von Kronstorf (Bezirk Linz-Land). Auf seine Initiative wurde 1936 der Oberösterreichische Landgemeindebund gegründet und Födermayer selbst zum Obmann gewählt. Die Intentionen Födermayers gingen weit über die oberösterreichischen Landesgrenzen hinaus, ihm schwebte bereits eine österreichweite Vertretung der Land- und Marktgemeinden vor. Entsprechende Kontakte wurden geknüpft, aber die politischen Verhältnisse machten diesen Bemühungen rasch ein Ende: Ab März 1938 existierte Österreich nicht mehr.
Nach dem Zusammenbruch des Nazi-Regimes und dem Ende des Zweiten Weltkriegs nahm Födermayer seinen Kampf um einen Zusammenschluss der Landgemeinden wieder auf. Beflügelt wurde er nicht zuletzt durch die laufenden Verhandlungen über den neuen Finanzausgleich, in denen sich 1946 bereits die Installierung des Brechtschen Gesetzes abzeichnete.
Die Geburtsstunde des Gemeindebundes schlug am 16. November 1947 im Palais Todesco in der Wiener Kärntner Straße. Der Österreichische Landgemeindenbund wurde konstituiert – auf Vereinsbasis mit freiwilliger Mitgliedschaft. Bei diesem sperrigen Titel blieb es nicht lange: Nach vielen Diskussionen entschied man sich im Jänner 1948 für den Namen Österreichischer Gemeindebund.
Landesorganisationen gab es zum Zeitpunkt der Gemeindebund-Gründung in drei Bundesländern: in Oberösterreich, Salzburg und Tirol. In den übrigen Ländern wurden sie in den folgenden Monaten aufgebaut. Von Anfang an war der Gemeindebund als überparteiliche Interessenvertretung konzipiert. Überparteilich waren auch die Landesverbände – mit zwei Ausnahmen: Niederösterreich, dem Bundesland mit den meisten Gemeinden, und Burgenland, wo bereits Gemeindevertreterverbände der beiden Großparteien im Aufbau waren. Dieser Prozess war nicht mehr umkehrbar, vor allem auch auf Grund der besonderen Bedingungen in der Besatzungszeit: In den Gemeinden waren provisorische Bürgermeister und Gemeinderäte eingesetzt, Gemeinderatswahlen fanden erst 1949 und 1950 statt. Das bedeutete, dass in der sowjetischen Besatzungszone die Kommunisten ein Drittel der Gemeindemandatare stellten und auch in einem gemeinsamen Landesverband großen Einfluss gehabt hätten. Die Folge: Bis heute hat der Österreichische Gemeindebund in acht Bundesländern insgesamt zehn Landesverbände.
Am 2. und 3. Oktober 1948 fand in Salzburg der erste österreichische Gemeindetag statt, welcher seither jedes Jahr in einem anderen Bundesland abgehalten wird. Im Durchschnitt wird er von rund 2.100 Kommunalpolitikern aus ganz Österreich besucht.
Der Gemeindebund bündelt traditionell die Interessen der Gemeinden und reicht diese an die Landes- und Bundespolitik weiter. So entstand auch anlässlich der Nationalratswahl in Österreich 2019 ein Forderungspaket mit den Themen Pflege, Bildung, Digitalisierung, Klimaschutz und der Finanzierung dieser Aufgabenstellungen.

## Organisation
Der Sitz des Österreichischen Gemeindebundes ist Wien. Das Generalsekretariat verfügt über etwa 13 Mitarbeiter, darüber hinaus teilt sich der Gemeindebund mit dem Städtebund eine kleine Vertretung in Brüssel. Das offizielle Organ des Gemeindebundes ist die Fachzeitschrift Kommunal. Der Gemeindebund betreibt auch das Intranet der österreichischen Gemeinden.

### Präsidenten
Präsident des Österreichischen Gemeindebundes war ab 2017 der ÖVP-Politiker und Bürgermeister der niederösterreichischen Gemeinde Grafenwörth, Alfred Riedl, Generalsekretär ist seit Juli 2011 Walter Leiss. Am 25. Juli 2023 stellte Alfred Riedl wegen Anschuldigungen um Grundstücksverkäufe sein Amt als Präsident des Gemeindebundes ruhend, die Vizepräsidenten Erwin Dirnberger und Andrea Kaufmann übernahmen seine Aufgaben im Gemeindebund bis zur nächsten Sitzung des Bundesvorstandes. Im Februar 2024 trat Riedl als Präsident des Gemeindebundes zurück. Zu seinem Nachfolger wurde Johannes Pressl gewählt.
Der Präsident ist der politische Vertreter des Gemeindebundes und wird für fünf Jahre vom Bundesvorstand gewählt. Die Amtsperiode wurde 2007 von vier auf fünf Jahre verlängert.
- Florian Födermayr, Oktober 1948 bis Dezember 1957, aus Kronstorf (Oberösterreich)
- Ernst Grundemann-Falkenberg, Dezember 1957 bis Jänner 1971, aus Reichenthal (Oberösterreich)
- Ferdinand Reiter (Ehrenpräsident), Jänner 1971 bis Februar 1987, aus Zistersdorf (Niederösterreich)
- Franz Romeder, Februar 1987 bis Februar 1999, aus Schweiggers (Niederösterreich)
- Helmut Mödlhammer, Februar 1999 bis März 2017,[4] aus Hallwang (Salzburg)
- Alfred Riedl, März 2017 bis Februar 2024, aus Grafenwörth (Niederösterreich).
- Johannes Pressl, seit Februar 2024, aus Ardagger (Niederösterreich)[7]

### Generalsekretäre
Die operativen Geschäfte des Gemeindebundes werden vom Generalsekretär geführt. Er leitet auch das Büro des Gemeindebundes in Wien und wird vom Bundesvorstand bestellt.
- Alfred Sponner (1947 bis 1952)
- Albert Hammer (1952 bis 1979)
- Otto Maier (1979 bis 1988)
- Robert Hink (1988 bis 2011)
- Walter Leiss (seit Juli 2011)

### Landesverbände
| Name                                                               | Vorstand | Gründung | Adresse                                    | Website                         |
| ------------------------------------------------------------------ | --- | -------- | ------------------------------------------ | ------------------------------- |
| Burgenländischer Gemeindebund                                      | Präsident: Leo Radakovits, Bgm. Güttenbach Vizepräsidenten: Georg Rosner, Bgm. Oberwart; Thomas Steiner, Bgm. Eisenstadt Geschäftsführer: Stefan Bubich | 1947     | 7000 Eisenstadt, Ing. Julius Raab-Straße 7 | www.gemeindebund-burgenland.at  |
| Verband sozialdemokratischer Gemeindevertreter im Burgenland       | Präsident: Erich Trummer, Bgm. Neutal Vizepräsidenten: Matthias Gelbmann, Bgm. Andau; Erwin Kaipel, Bgm. Riedlingsdorf Geschäftsführer: Herbert Marhold | 1947     | 7000 Eisenstadt, Permayerstraße 2          | www.gvvbgld.at                  |
| Kärntner Gemeindebund                                              | Erster Präsident: Günther Vallant (SPÖ), Bgm. Frantschach-St. Gertraud Zweiter Präsident Christian Poglitsch (ÖVP), Bgm. Finkenstein am Faaker See Dritter Präsident Gerhard Altziebler (FPÖ), Bgm. Fresach Landesgeschäftsführer: Peter Heymich | 1947     | 9020 Klagenfurt, Gabelsberger Straße 5/1   | www.kaerntner-gemeindebund.at   |
| Niederösterreichischer Gemeindebund                                | Präsident Johannes Pressl, Bgm. Ardagger Vizepräsidenten: Brigitte Ribisch, Bgm. Laa an der Thaya; Josef Balber, Bgm. Altenmarkt an der Triesting und Stefan Seif, Bgm. Senftenberg Landesgeschäftsführer: Gerald Poyssl | 1947     | 3109 St. Pölten, Ferstlergasse 4           | www.noegemeindebund.at          |
| Verband sozialdemokratischer Gemeindevertreter in Niederösterreich | Präsident: Rupert Dworak, Bgm. Ternitz Vizepräsidenten: LAbg. Kerstin Suchan-Mayr, Bgm.in St. Valentin; Matthias Stadler, Bgm. St. Pölten; Andreas Babler, Bgm. Traiskirchen; Adelheid Ebner, Bgm.in Gutenbrunn; Herbert Goldinger, Bgm. Mailberg; Wolfgang Kocevar, Bgm. Ebreichsdorf; Jürgen Maschl, Bgm. Schwadorf Geschäftsführer: Ewald Buschenreiter | 1947     | 3100 St. Pölten, Europaplatz 5             | www.gvvnoe.at                   |
| Oberösterreichischer Gemeindebund                                  | Präsident: Christian Mader, Landtagsabgeordneter, und Bgm. Schlatt Vizepräsident: Fritz Kaspar, Bgm. Marchtrenk Geschäftsführer: Hans Gargitter | 1947     | 4020 Linz, Coulinstraße 1                  | www.ooegemeindebund.at          |
| Salzburger Gemeindeverband                                         | Präsident: Günther Mitterer, Bgm. St. Johann im Pongau Vizepräsident: Markus Kurcz, Bgm. Elixhausen Geschäftsführer: Martin Huber | 1947     | 5020 Salzburg, Alpenstraße 47              | www.gemeindeverband.salzburg.at |
| Steiermärkischer Gemeindebund                                      | Präsident: Erwin Dirnberger, Bgm. St. Johann-Köppling Vizepräsidenten: Reinhard Reisinger, Bgm. Spital am Semmering; Christoph Stark, Bgm. Gleisdorf Geschäftsführer: Martin Ozimic | 1947     | 8010 Graz, Burgring 18                     | www.gemeindebund.steiermark.at  |
| Tiroler Gemeindeverband                                            | Präsident: Karl-Josef Schubert, Bgm. Vomp Vizepräsidenten: Daniela Kampfl, Bgm. Mils, Florian Klotz, Bgm. Holzgau, Benedikt Lentsch, Bgm. Zams Geschäftsführer: Peter Stockhauser | 1947     | 6020 Innsbruck, Adamgasse 7a               | www.gemeindeverband.tirol.gv.at |
| Vorarlberger Gemeindeverband                                       | Präsident: Andrea Kaufmann, Bgm.in Dornbirn Vizepräsidenten: Paul Sutterlüty, Bgm. Egg, Christian Loacker, Bgm. Götzis Geschäftsführer: Günter Meusburger | 1947     | 6850 Dornbirn, Marktstraße 51              | www.gemeindeverband.at          |